# Dominic Lokinyomo Lobalu

Dominic Lokinyomo Lobalu, né le 18 août 1998 à Chukudum au Soudan du Sud, est un athlète sud-soudanais représentant la Suisse, spécialiste des courses de demi-fond et de fond (1 500 mètres, 3 000 mètres, 5 000 mètres, 10 000 mètres et semi-marathon).

## Biographie
Dominic Lobalu naît le 16 août 1998 à Chukudum au Soudan,,. Il est orphelin à l'âge de 9 ans. Il fuit alors dans un camp de réfugiés au Kenya avant d'arriver en Suisse en 2019 après une course à pied à Genève.
Il découvre la course à pied à l'âge de 15 ans.
Il ne possède pas la nationalité suisse.
Il a quatre sœurs.

## Carrière
Il est membre du LC Brühl Saint-Gall.
Il rejoint l'Athlete Refugee Team en 2016.
Il remporte le 3 000 mètres de ligue de diamant de Stockholm en 2022. World Athletics lui octroie l'autorisation de concourir pour la Suisse à partir du 10 mai 2024 et lui permet ainsi de participer aux championnats d'Europe de 2024 à Rome pour la Suisse. Dans la foulée de cette autorisation, il bat le record de Suisse du 5 000 mètres vieux de 40 ans lors de la ligue de diamant à Oslo.
Le 8 juin, il remporte la médaille de bronze du 5 000 mètres des championnats d'Europe de 2024. Quatre jours plus tard, il remporte le titre européen sur le 10 000 m.
Le 13 juin 2024, le Comité international olympique refuse de laisser Lobalu représenter la Suisse lors des Jeux olympiques d'été de 2024 car il ne possède pas la nationalité suisse. Le 28 juin, il accepte de participer aux Jeux olympiques dans l'équipe des réfugiés. Engagé sur l'épreuve du 5 000 mètres, il est victime d'une chute collective à 100 mètres de la fin de sa série. Repêché par les juges, il réalise une solide course durant la finale. Dans le dernier tour, il se maintient dans le groupe de tête mais lors du sprint final, échoue au pied du podium pour 14 centièmes.

## Palmarès

### International
| Date         | Compétition           | Lieu  | Résultat | Épreuve       | Temps          |
| ------------ | --------------------- | ----- | -------- | ------------- | -------------- |
| 8 juin 2024  | Championnats d'Europe | Rome  | 3e       | 5 000 mètres  | 13 min 21 s 61 |
| 12 juin 2024 | Championnats d'Europe | Rome  | 1er      | 10 000 mètres | 28 min 0 s 32  |
| 10 août 2024 | Jeux olympiques       | Paris | 4e       | 5 000 m       | 13 min 15 s 27 |

## Records
| Épreuve       | Temps               | Lieu       | Date            |
| ------------- | ------------------- | ---------- | --------------- |
| 1 500 mètres  | 3 min 34 s 39       | Lausanne   | 22 août 2024    |
| 3 000 mètres  | 7 min 27 s 68 (NR)  | Londres    | 20 juillet 2024 |
| 5 000 mètres  | 12 min 50 s 87 (NR) | Oslo       | 12 juin 2025    |
| 10 000 mètres | 27 min 36 s 29      | Interlaken | 4 mai 2024      |
| 10 kilomètres | 26 min 54 s (NR)    | Valence    | 12 janvier 2025 |